# 閹人
閹人是割去生殖器官的男人。

## 歷史
古代中國的宦官自東漢起由閹人擔任。《後漢書．卷七八．宦者傳．序》記載：「中興之初，宦官悉用閹人，不復雜調它士。」
16世紀，意大利出現閹伶，閹了的男高音歌手。